# Matifredo de Métis
Matifredo de Métis (em francês: Matfried) foi um nobre francês dos século X. Era filho de Adalhardo I. Em data incerta, se casou com Lantesinda e gerou Adalberto I e Bernuíno. Segundo Regino de Tréveris, em 897, Estêvão, Odacar, Gerardo e Matifredo tiveram as suas honras confiscadas pelo rei Zuentiboldo (r. 895–900), mas logo houve uma reconciliação. Tal reconciliação, porém, foi de curta duração e na guerra que se seguiu, Zuentiboldo foi morto por Estêvão, Gerardo e Matifredo em 1 de agosto de 900 perto de Mosam. Em 906, ainda segundo Regino, o conde Conrado mandou seu filho homônimo contra Gerardo e Matifredo. Matifredo sucedeu seu irmão Gerardo como conde de Métis em 910. Em 19 de janeiro de 916, testemunhou um documento no qual o rei Carlos III restaurou a Abadia de Susteren à Abadia de Prüm.
Num documento de 7 de novembro de 921 Matifredo, Erquengero, Hagano, Valtero, Ragembero, Teodorico, Adalarco, Bosão, Isaque e Adelelmo aparecem como representantes para Carlos III em seu encontro com o rei Henrique I (r. 912–936). Em 926, Bernacro, Eva e sua filha Albuera, com apoio de Giselberto, doaram a propriedade de Radinga, no pago de Mete, dentro do condado de Matifredo, à Abadia de São Maximino. No Livro Memorial de Remiremonte é registrada a morte de Matifredo em 19 de agosto de 930. Seu filho Adalberto o sucedeu como conde.